# 장펑이
장펑이(중국어 간체자: 张丰毅, 정체자: 張豐毅, 병음: Zhāng Fēngyì, 한국 한자음: 장풍의, 1956년 9월 1일 ~ )는 중국의 배우이다.

## 출연 작품

### 드라마
- 손자대전 - 손무 역
- 대청풍운 - 도르곤 역
- 무미랑전기 - 당 태종 이세민 역

### 영화
- 패왕별희 - 샬루 역
- 적벽대전: 거대한 전쟁의 시작&적벽대전 2: 최후의 결전 - 조조 역